# Leichtathletik-Weltmeisterschaften 2019/Hochsprung der Frauen

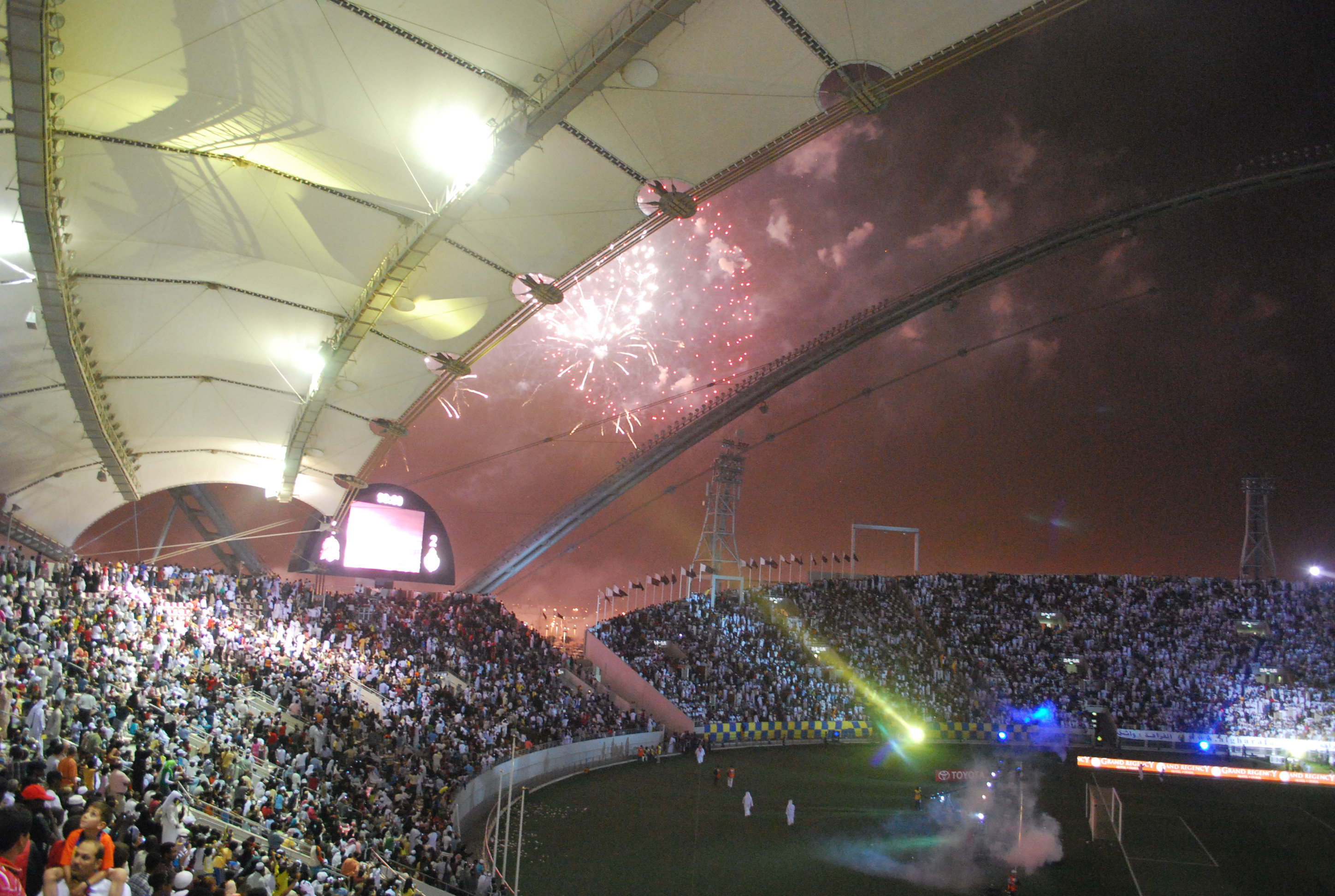
Das Khalifa International Stadium während des Emir Cups im Jahr 2009

Der Hochsprung der Frauen bei den Leichtathletik-Weltmeisterschaften 2019 fand am 27. und 30. September 2019 im Khalifa International Stadium der katarischen Hauptstadt Doha statt.
30 Athletinnen aus 22 Ländern nahmen an dem Wettbewerb teil.
Ihren dritten Weltmeistertitel in Folge errang die amtierende Europameisterin und Vizeeuropameisterin von 2014 Marija Lassizkene, die hier als neutrale Athletin am Start war. Vizeweltmeisterin wurde die Ukrainerin Jaroslawa Mahutschich. Bronze ging an die US-Amerikanerin Vashti Cunningham.

## Rekorde
Vor dem Wettbewerb galten folgende Rekorde:
| Weltrekord | Stefka Kostadinowa | 2,09 m | WM in Rom, Italien | 30. August 1987 |
| WM-Rekord  | Stefka Kostadinowa | 2,09 m | WM in Rom, Italien | 30. August 1987 |

Der gleichzeitig als Weltrekord bestehende WM-Rekord aus dem Jahr 1987 blieb auch bei diesen Weltmeisterschaften erreicht.
Die 18-jährige Ukrainerin Jaroslawa Mahutschich steigerte den U20-Weltrekord im Finale am 30. September um drei Zentimeter auf 2,01 m.

## Legende
Kurze Übersicht zur Bedeutung der Symbolik – so üblicherweise auch in sonstigen Veröffentlichungen verwendet:
| – | verzichtet   |
| o | übersprungen |
| x | ungültig     |

## Qualifikation
27. September 2019, 18:40 Uhr Ortszeit (17:40 Uhr MESZ)
Die Athletinnen traten zu einer Qualifikationsrunde in zwei Gruppen an. Die für den direkten Finaleinzug geforderte Qualifikationshöhe betrug 1,94 m. Da nur sieben Springerinnen diesen Höhe übersprangen – hellblau unterlegt –, wurde das Finalfeld mit den nachfolgend fünf besten Springerinnen beider Gruppen – hellgrün unterlegt – auf insgesamt zwölf Teilnehmerinnen aufgefüllt.

### Gruppe A
| Platz | Athletin              | Land                        | 1,70 | 1,80 | 1,85 | 1,89 | 1,92 | 1,94 | Höhe (m) |
| ----- | --------------------- | --------------------------- | ---- | ---- | ---- | ---- | ---- | ---- | -------- |
| 01    | Vashti Cunningham     | USA                         | –    | –    | o    | o    | o    | o    | 1,94     |
| 02    | Marija Lassizkene     | Authorised Neutral Athletes | –    | –    | o    | xo   | o    | o    | 1,94     |
| 03    | Jaroslawa Mahutschich | Ukraine                     | –    | o    | xo   | o    | xo   | o    | 1,94     |
| 03    | Imke Onnen            | Deutschland                 | –    | o    | o    | o    | xxo  | o    | 1,94     |
| 05    | Mirela Demirewa       | Bulgarien                   | –    | –    | o    | o    | xxo  | xo   | 1,94     |
| 06    | Tynita Butts          | USA                         | –    | o    | o    | o    | o    | xxx  | 1,92 PB  |
| 07    | Claire Orcel          | Belgien                     | –    | o    | o    | xo   | o    | xxx  | 1,92     |
| 08    | Ana Šimić             | Kroatien                    | –    | o    | o    | o    | xo   | xxx  | 1,92     |
| 09    | Alessia Trost         | Italien                     | –    | o    | o    | o    | xxo  | xxx  | 1.92     |
| 10    | Maruša Černjul        | Slowenien                   | –    | xo   | o    | o    | xxx  |      | 1,89     |
| 11    | Marija Vuković        | Montenegro                  | –    | o    | o    | xxx  |      |      | 1,85     |
| 11    | Morgan Lake           | Großbritannien              | –    | o    | o    | xxx  |      |      | 1,85     |
| 13    | Daniela Stanciu       | Rumänien                    | o    | o    | xxo  | xxx  |      |      | 1,85     |
| 14    | Nadiya Dusanova       | Usbekistan                  | o    | o    | xxx  |      |      |      | 1,80     |
| 15    | Alysha Burnett        | Australien                  | xo   | xxx  |      |      |      |      | 1,70     |

In Qualifikationsgruppe A ausgeschiedene Hochspringerinnen:

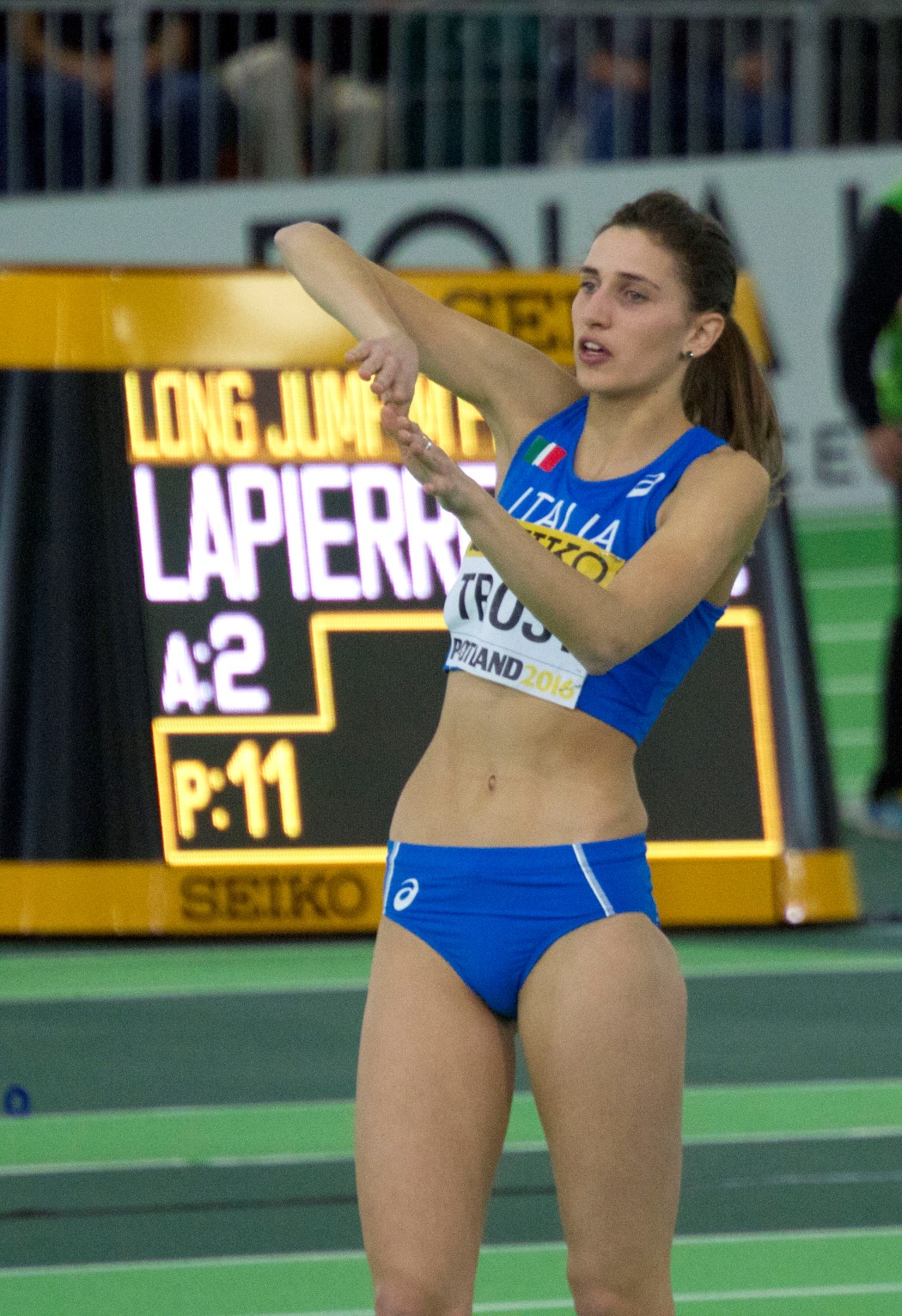
Alessia Trost Rang neun mit 1,92 m
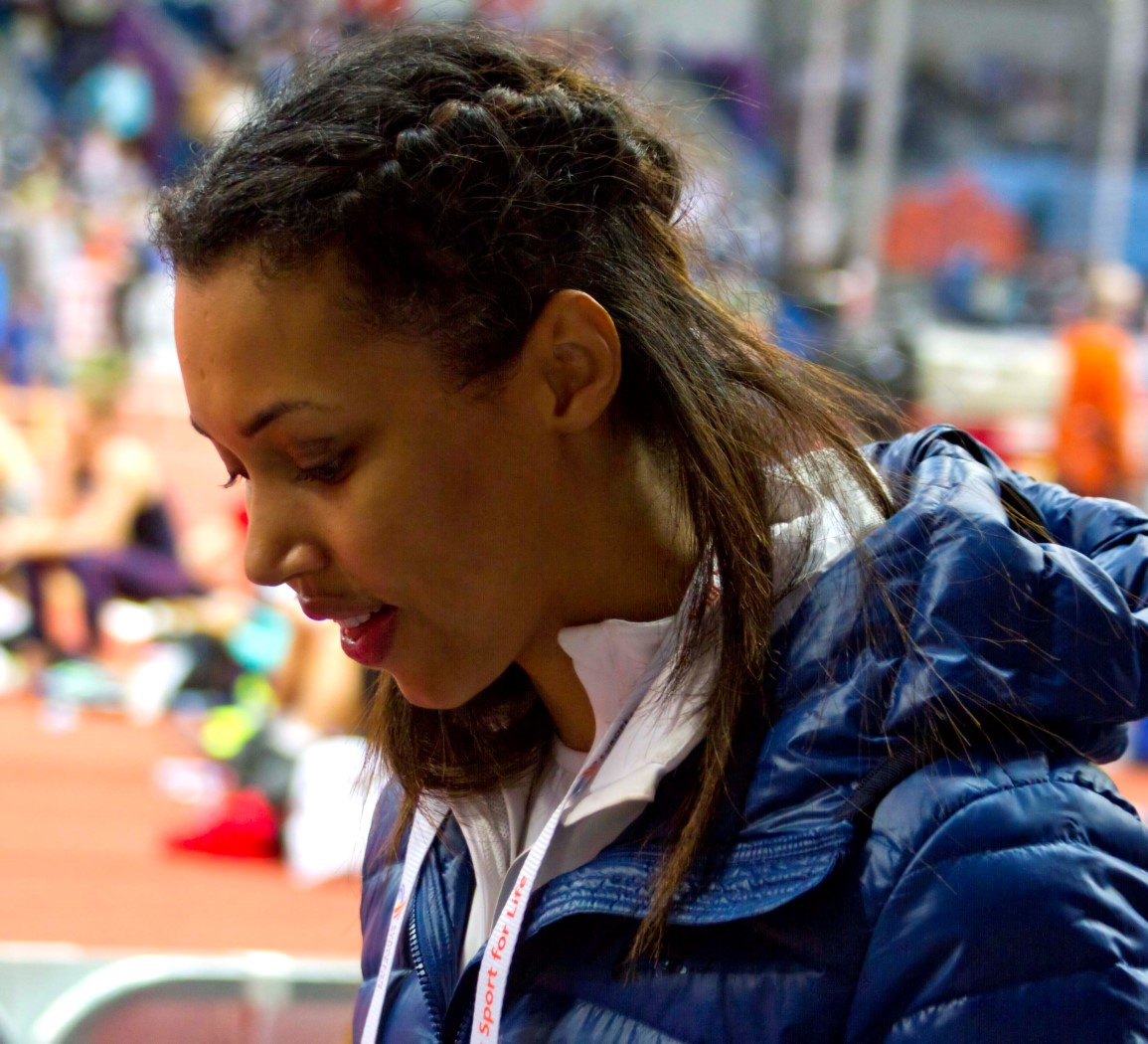
Morgan Lake geteilter Rang elf mit 1,85 m
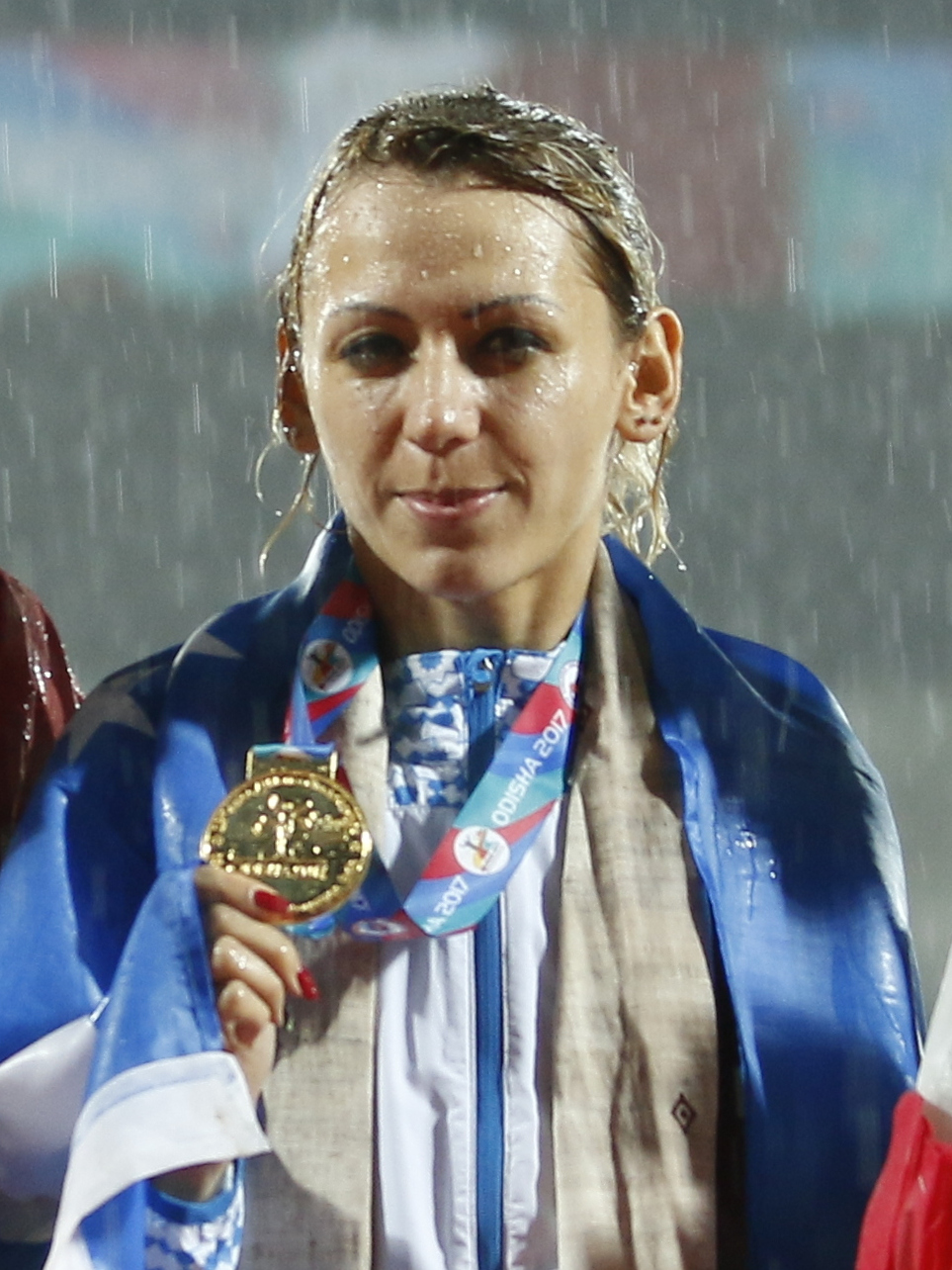
Nadiya Dusanova Rang vierzehn mit 1,80 m

### Gruppe B
| Platz | Athletin                | Land        | 1,70 | 1,80 | 1,85 | 1,89 | 1,92 | 1,94 | Höhe (m) |
| ----- | ----------------------- | ----------- | ---- | ---- | ---- | ---- | ---- | ---- | -------- |
| 01    | Karyna Dsjamidsik       | Belarus     | –    | o    | o    | o    | o    | o    | 1,94     |
| 02    | Kamila Lićwinko         | Polen       | –    | –    | o    | o    | xo   | xxo  | 1,94     |
| 03    | Svetlana Radzivil       | Usbekistan  | –    | o    | xxo  | o    | xxo  | xxo  | 1,94 SB  |
| 04    | Julija Lewtschenko      | Ukraine     | –    | o    | o    | o    | o    | –    | 1,92     |
| 05    | Levern Spencer          | St. Lucia   | –    | xo   | o    | xxo  | xo   | xxx  | 1,92     |
| 06    | Nicola McDermott        | Australien  | –    | o    | o    | o    | xxx  |      | 1,89     |
| 07    | Elena Vallortigara      | Italien     | o    | o    | o    | xo   | xxx  |      | 1,89     |
| 08    | Erika Kinsey            | Schweden    | –    | o    | o    | xxx  |      |      | 1,85     |
| 08    | Inika McPherson         | USA         | –    | –    | o    | xxx  |      |      | 1,85     |
| 10    | Airinė Palšytė          | Litauen     | –    | xo   | o    | xxx  |      |      | 1,85     |
| 11    | Iryna Heraschtschenko   | Ukraine     | –    | o    | xo   | xxx  |      |      | 1,85     |
| 12    | María Fernanda Murillo  | Kolumbien   | –    | o    | xxo  | xxx  |      |      | 1,85     |
| 13    | Christina Honsel        | Deutschland | o    | xo   | xxx  |      |      |      | 1,80     |
| 14    | Ella Junnila            | Finnland    | xo   | xo   | xxx  |      |      |      | 1,80     |
| 15    | Erika Nonhlanhla Seyama | Eswatini    | xo   | xxx  |      |      |      |      | 1,70     |

In Qualifikationsgruppe B ausgeschiedene Hochspringerinnen:

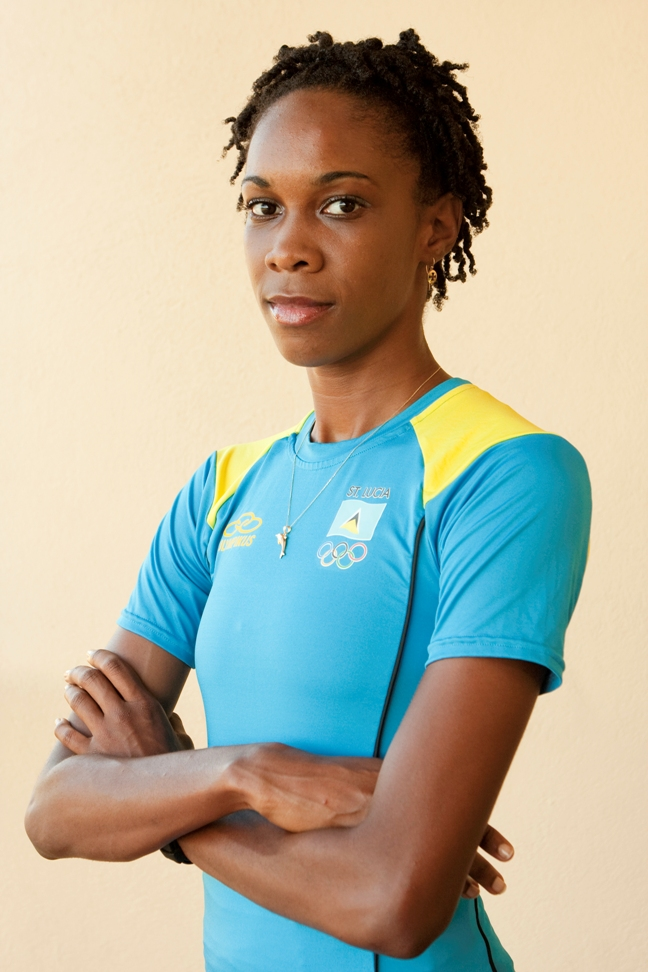
Levern Spencer Rang fünf mit 1,92 m
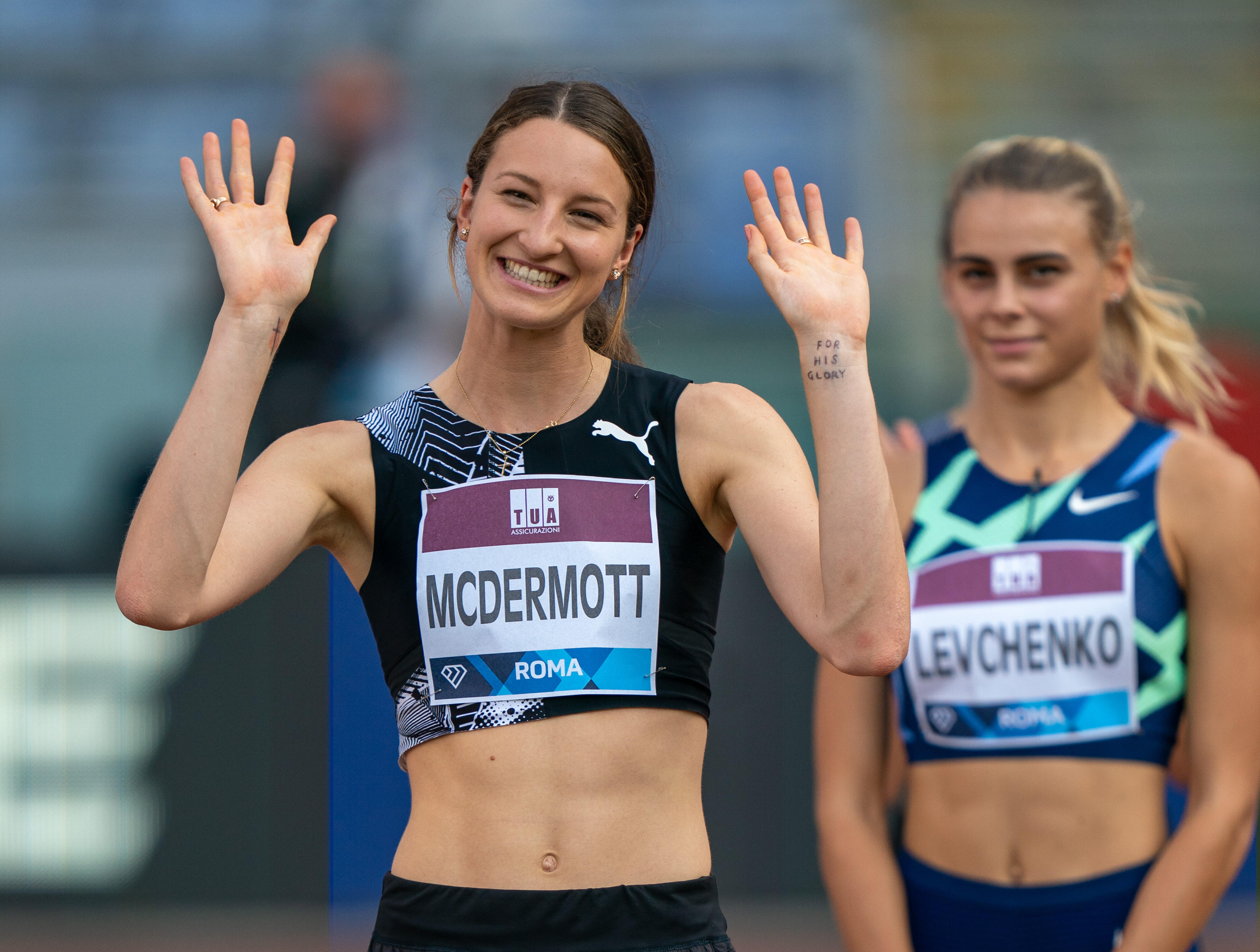
Nicola McDermott Rang sechs mit 1,89 m
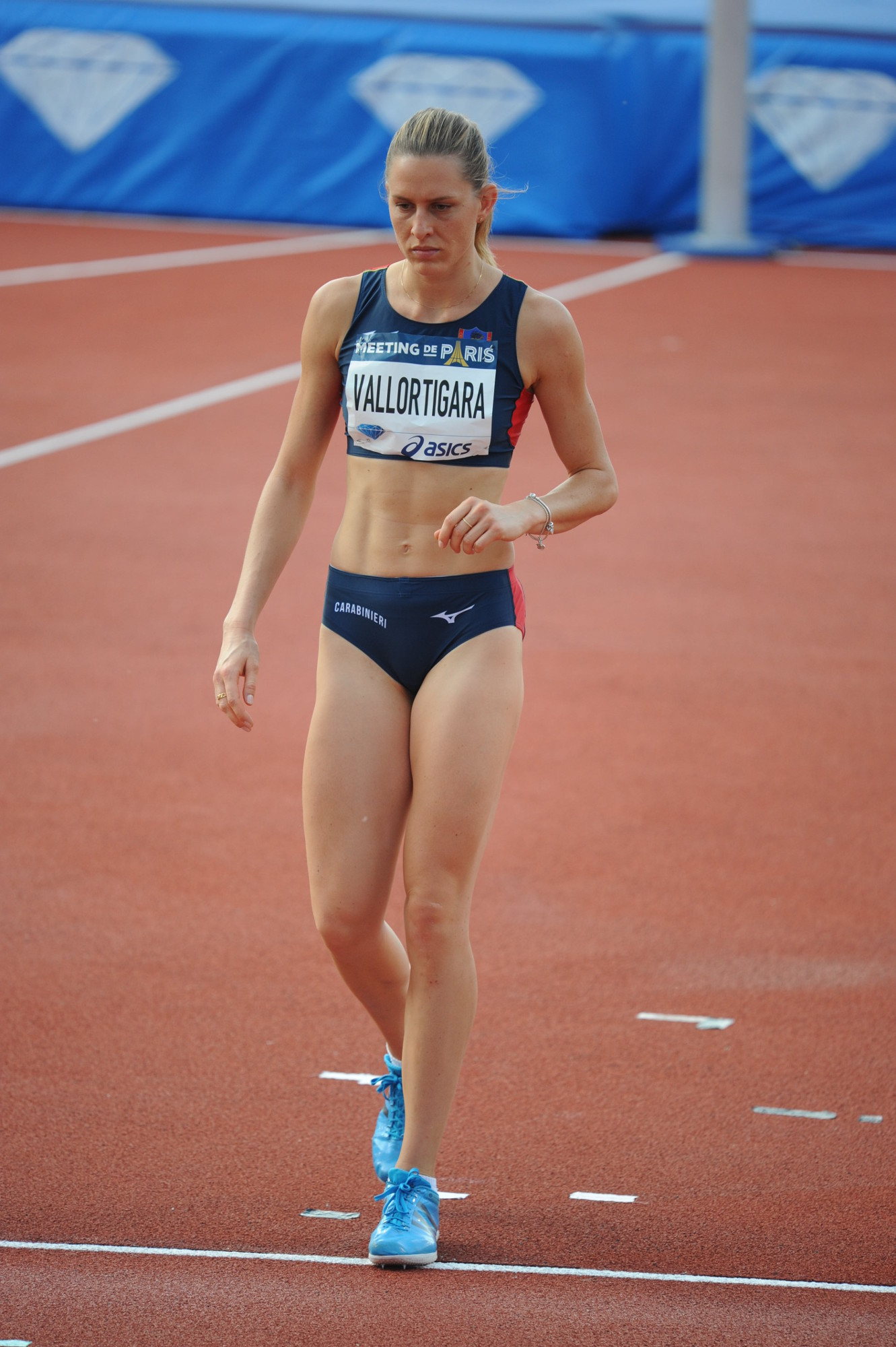
Elena Vallortigara Rang sieben mit 1,89 m
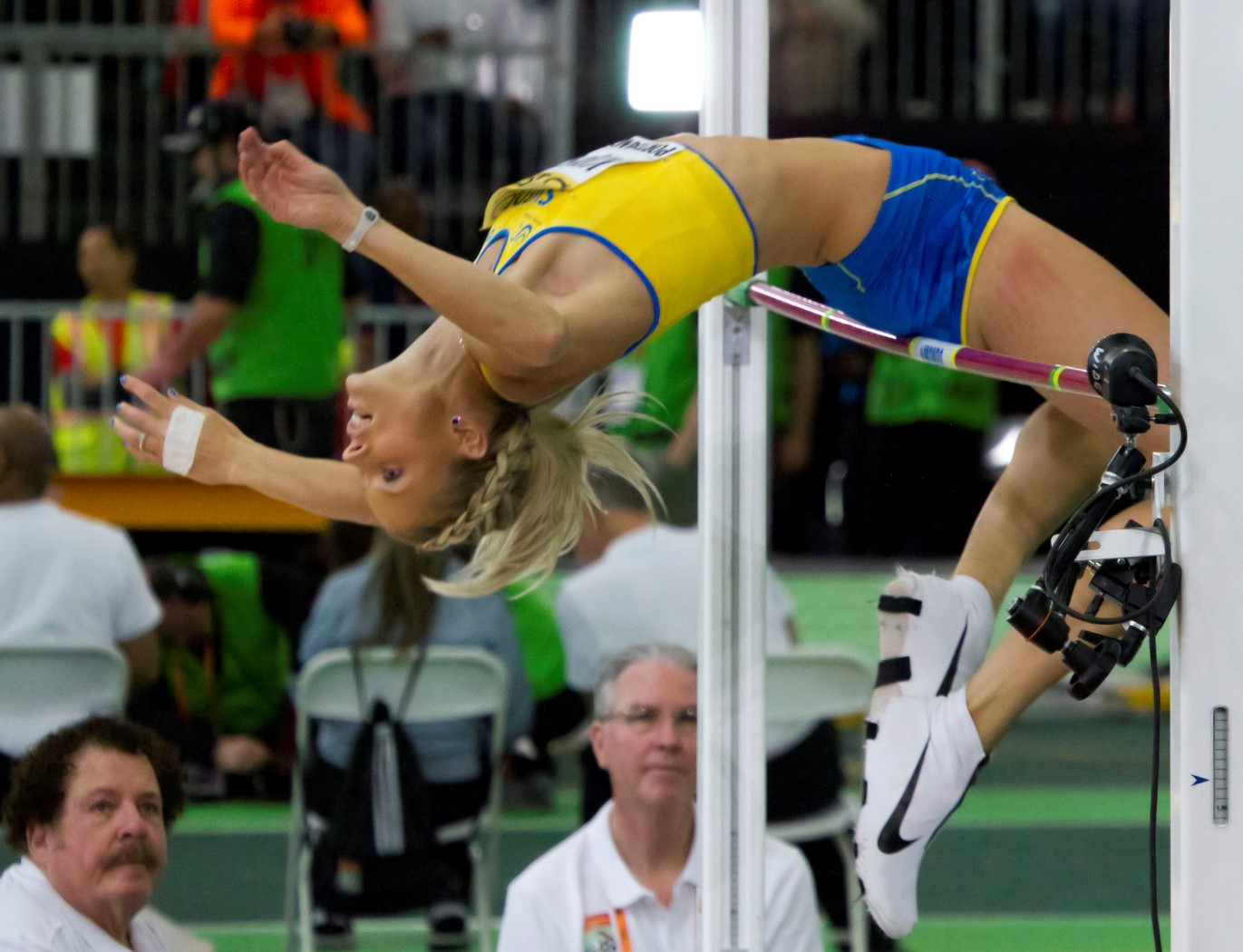
Erika Kinsey geteilter Rang acht mit 1,85 m
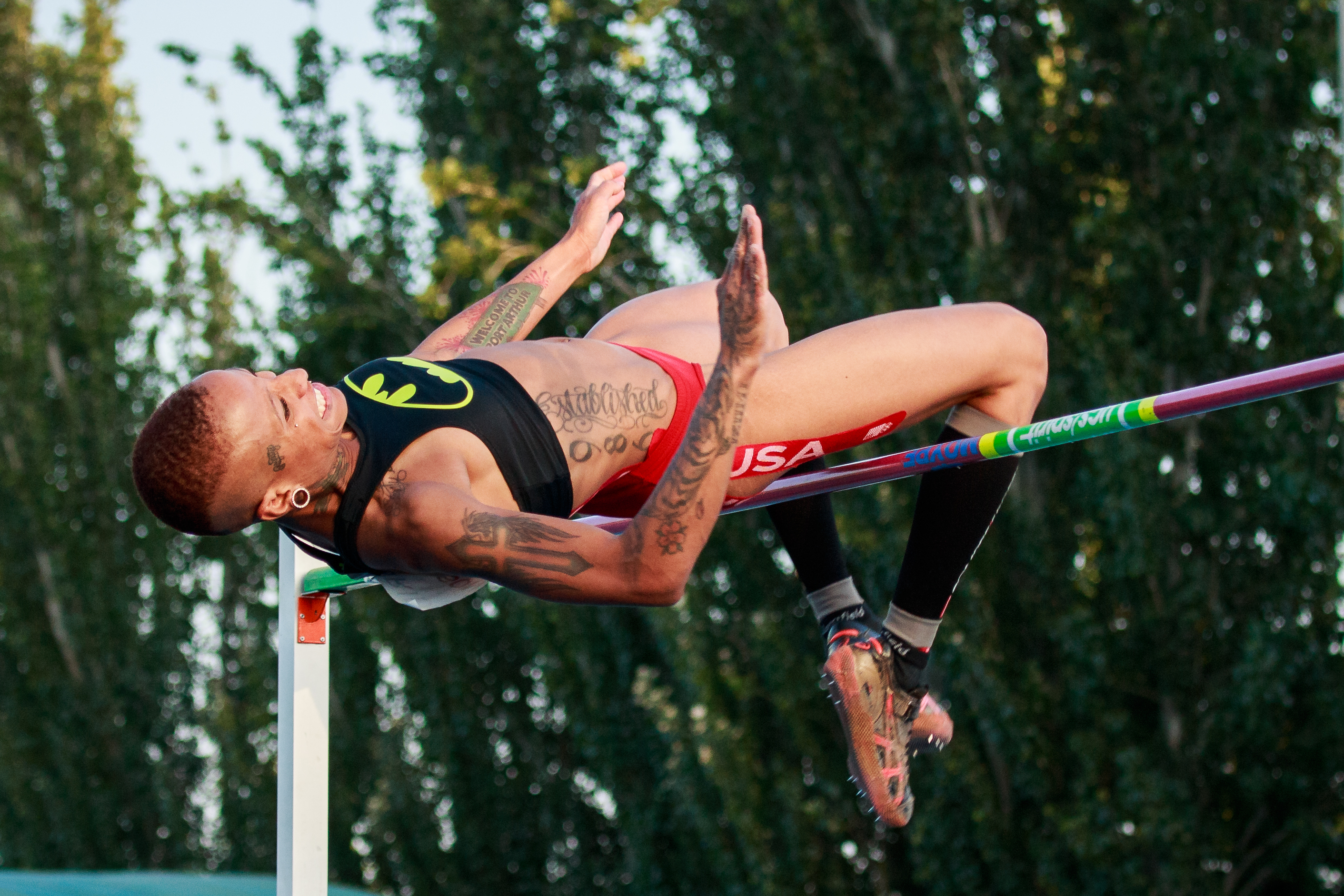
Inika McPherson geteilter Rang acht mit 1,85 m
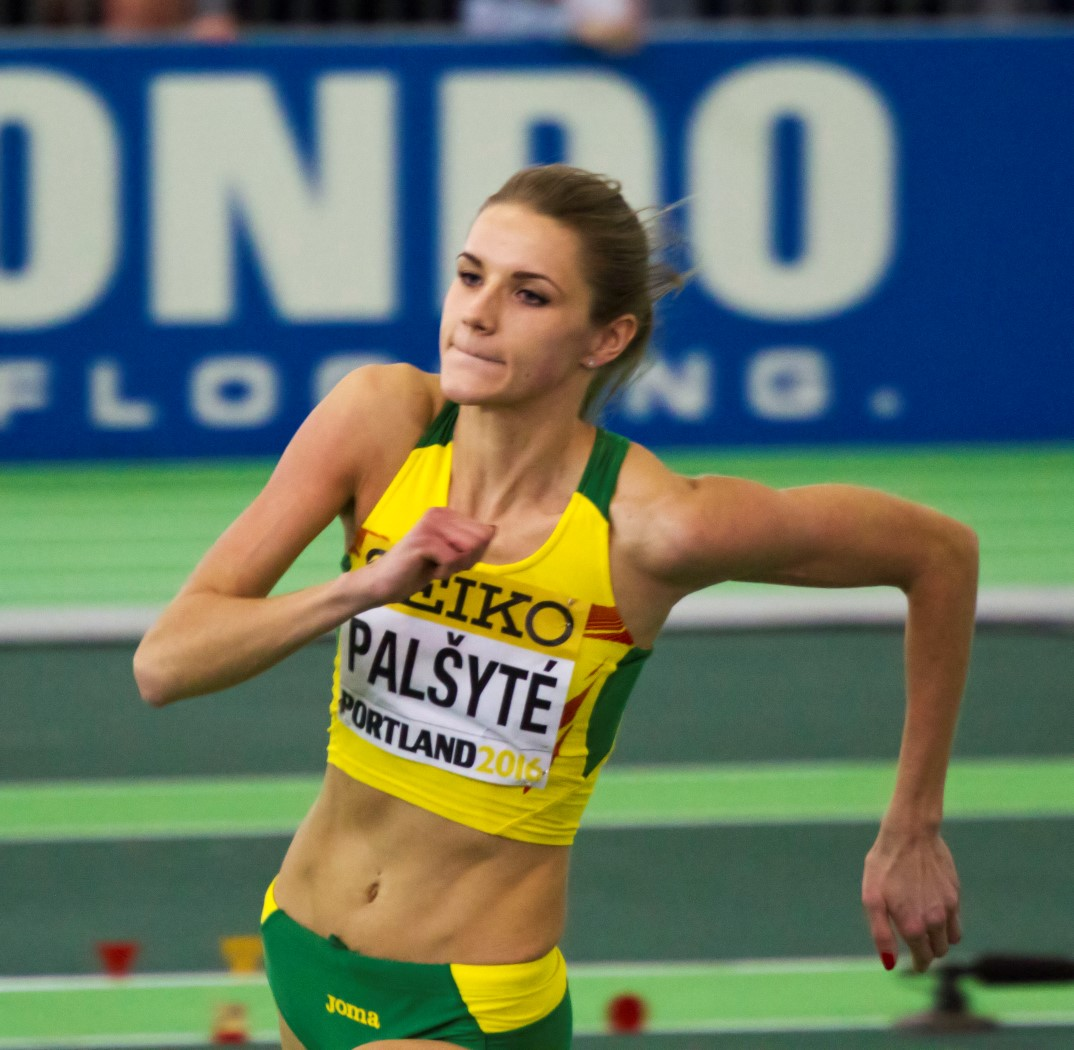
Airinė Palšytė Rang zehn mit 1,85 m
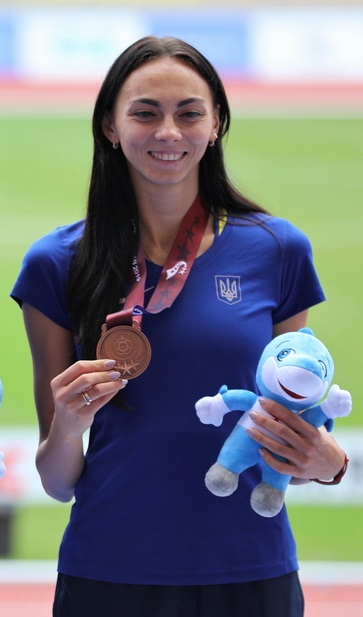
Iryna Heraschtschenko Rang elf mit 1,85 m
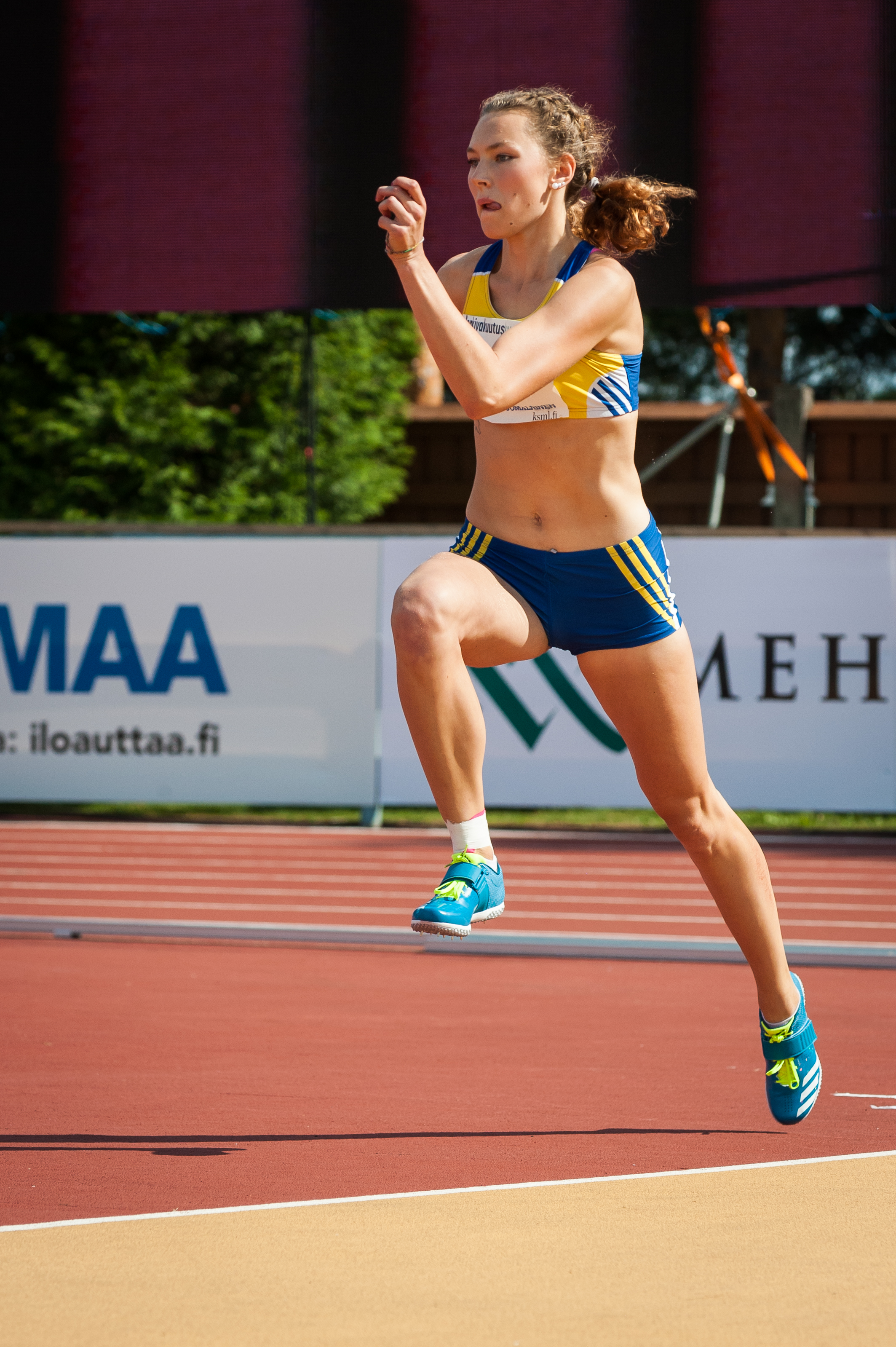
Ella Junnila Rang vierzehn mit 1,80 m

## Finale
30. September 2019, 20:30 Uhr Ortszeit (19:30 Uhr MESZ)
| Platz | Athletin              | Land                        | 1,84 | 1,89 | 1,93 | 1,96 | 1,98 | 2,00 | 2,02 | 2,04 | 2,08 | Höhe (m)   |
| ----- | --------------------- | --------------------------- | ---- | ---- | ---- | ---- | ---- | ---- | ---- | ---- | ---- | ---------- |
|       | Marija Lassizkene     | Authorised Neutral Athletes | o    | o    | o    | o    | o    | o    | o    | o    | xxx  | 2,04       |
|       | Jaroslawa Mahutschich | Ukraine                     | o    | xo   | o    | xo   | o    | xxo  | o    | xxo  | –    | 2,04 WU20R |
|       | Vashti Cunningham     | USA                         | o    | o    | o    | o    | o    | o    | xxx  |      |      | 2,00 PB    |
| 4     | Julija Lewtschenko    | Ukraine                     | o    | o    | o    | o    | o    | xxo  | xxx  |      |      | 2,00       |
| 5     | Kamila Lićwinko       | Polen                       | xo   | o    | xo   | xxo  | xo   | xxx  |      |      |      | 1,98 SB    |
| 6     | Karyna Dsjamidsik     | Belarus                     | o    | o    | o    | xo   | xx–  | x    |      |      |      | 1,96       |
| 7     | Ana Šimić             | Kroatien                    | o    | o    | o    | xxx  |      |      |      |      |      | 1,93       |
| 8     | Tynita Butts          | USA                         | o    | xxo  | xo   | xxx  |      |      |      |      |      | 1,93 PB    |
| 9     | Imke Onnen            | Deutschland                 | xo   | o    | xxx  |      |      |      |      |      |      | 1,89       |
| 10    | Mirela Demirewa       | Bulgarien                   | o    | xo   | xxx  |      |      |      |      |      |      | 1,89       |
| 11    | Claire Orcel          | Belgien                     | o    | xxo  | xxx  |      |      |      |      |      |      | 1,89       |
| 12    | Svetlana Radzivil     | Usbekistan                  | xo   | xxo  | xxx  |      |      |      |      |      |      | 1,89       |

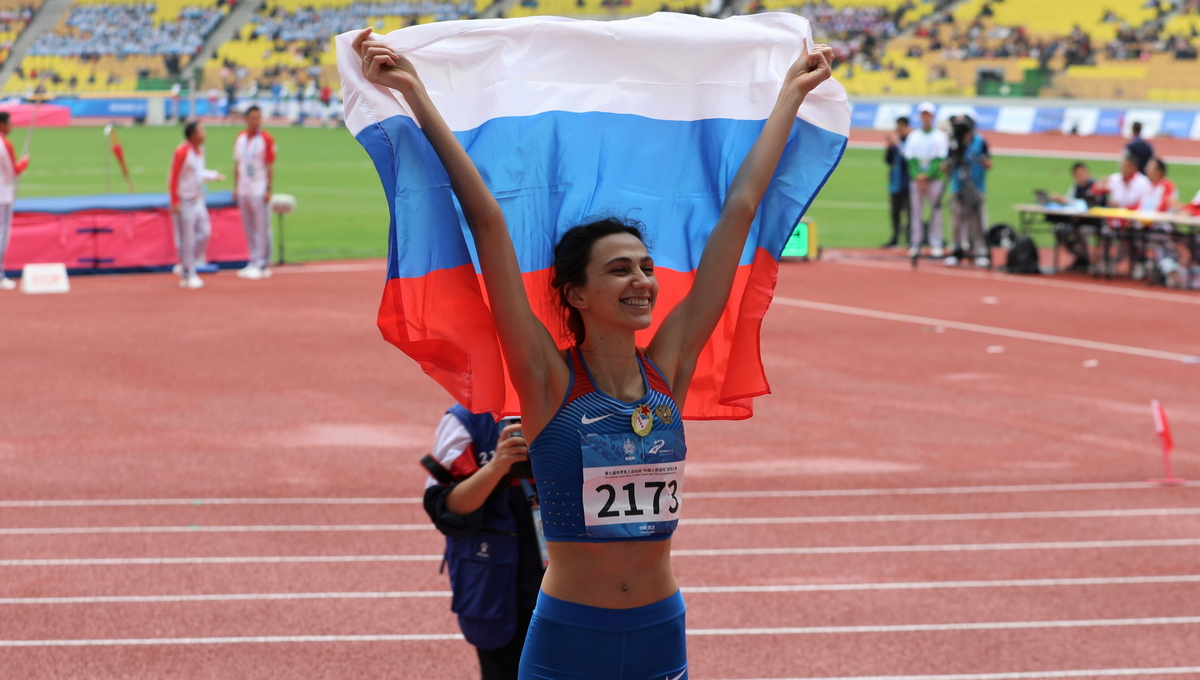
Marija Lassizkene gewann ihren dritten WM-Titel
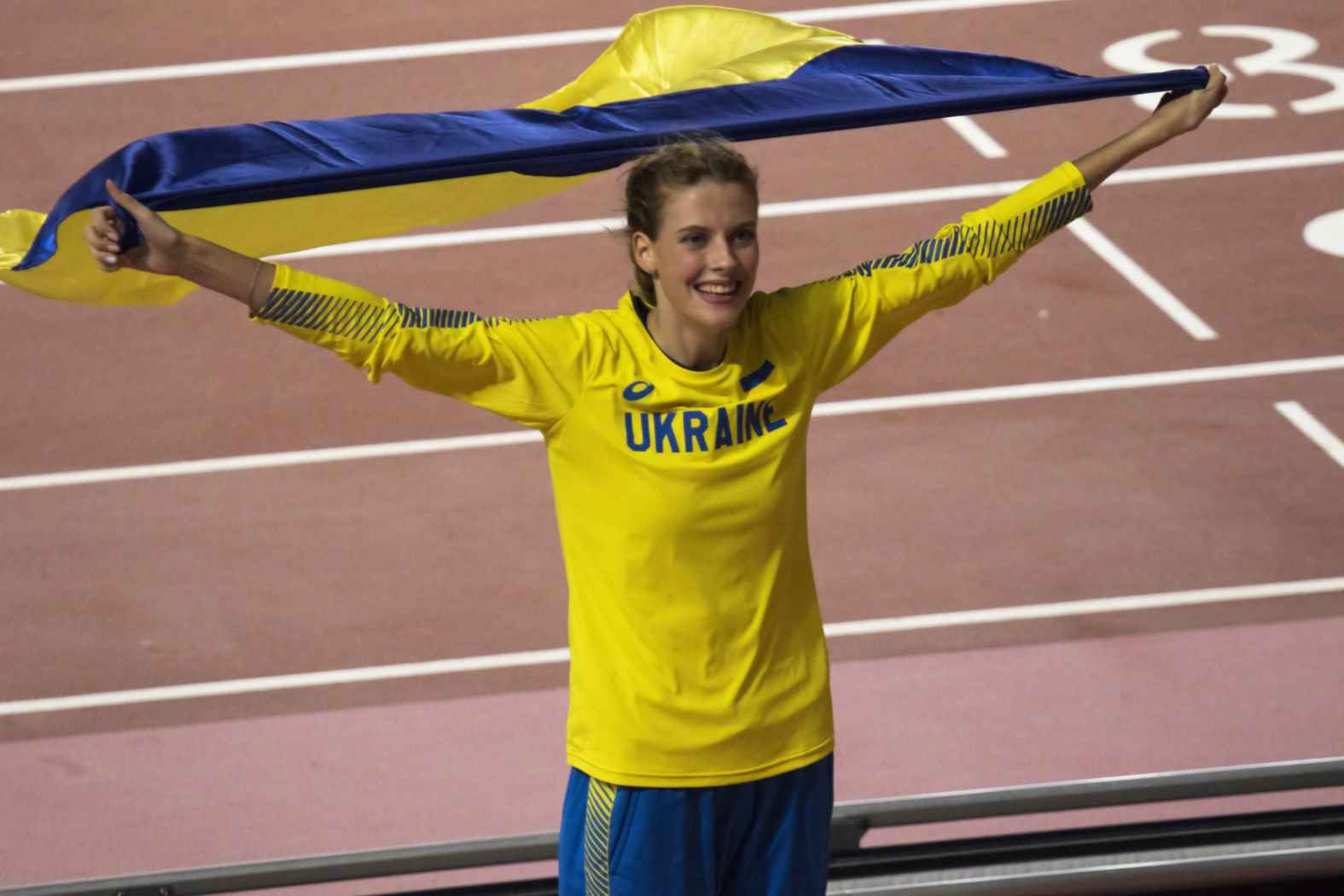
Vizeweltmeisterin Jaroslawa Mahutschich
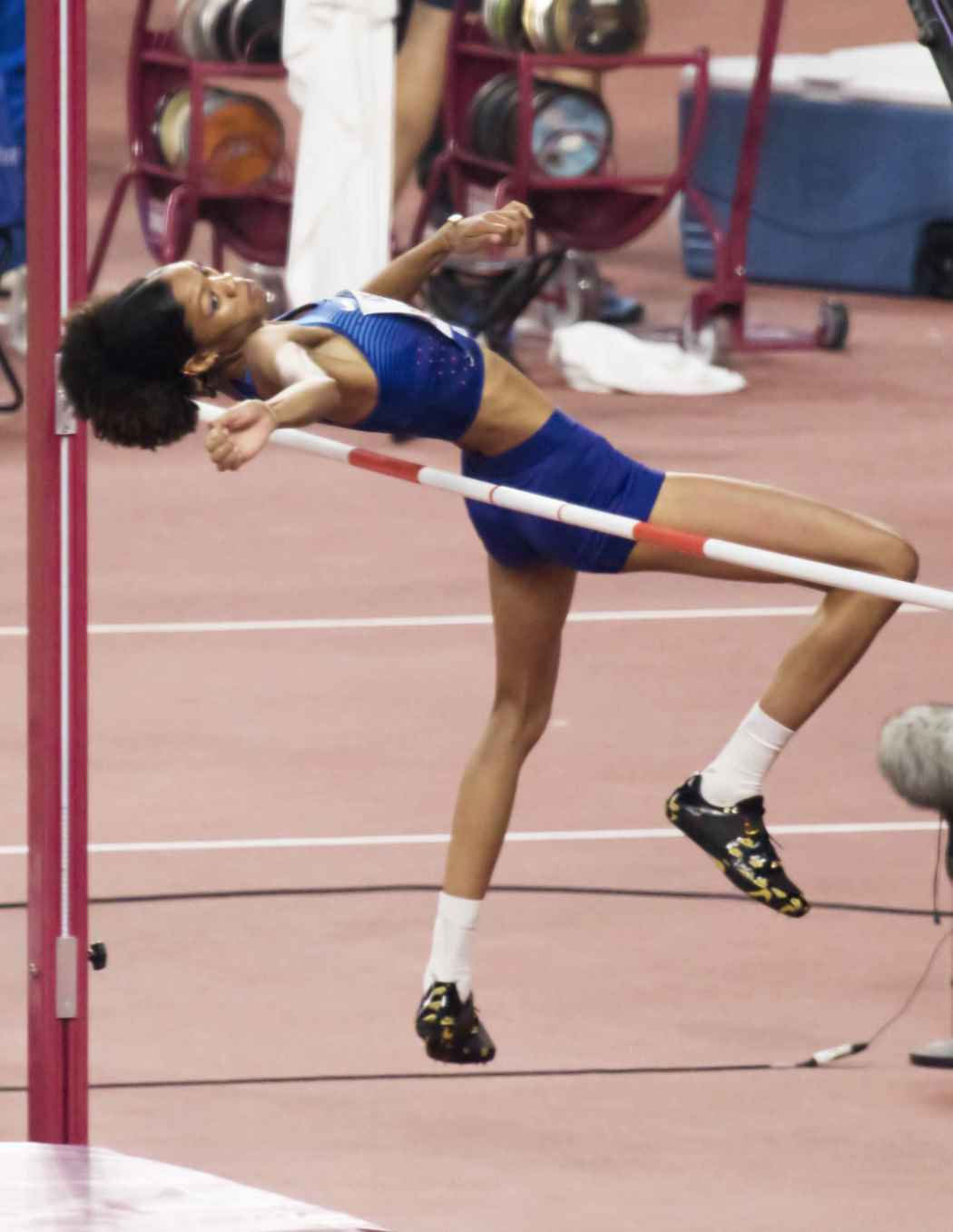
Bronzemedaillengewinnerin Vashti Cunningham

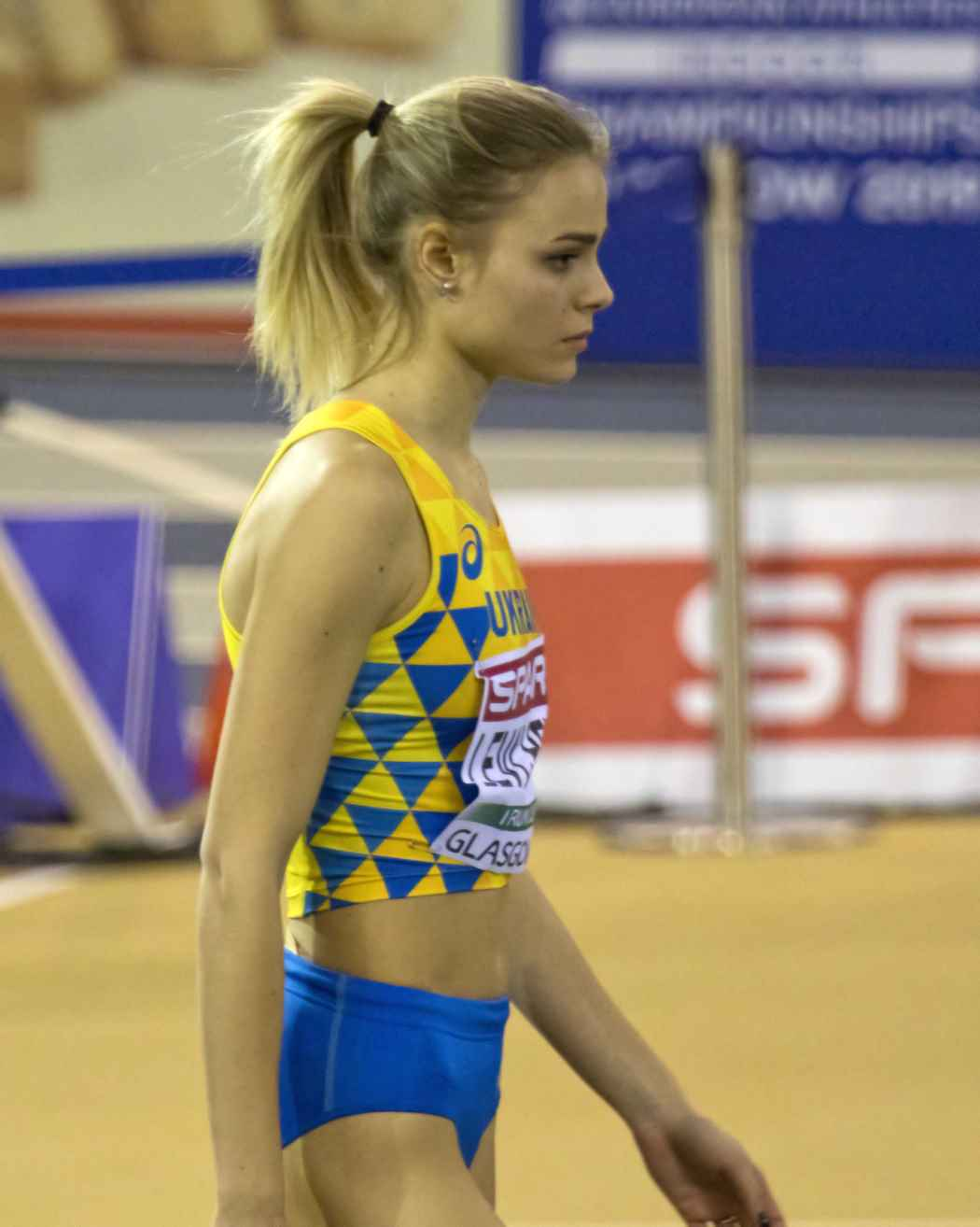
Rang vier für Julija Lewtschenko
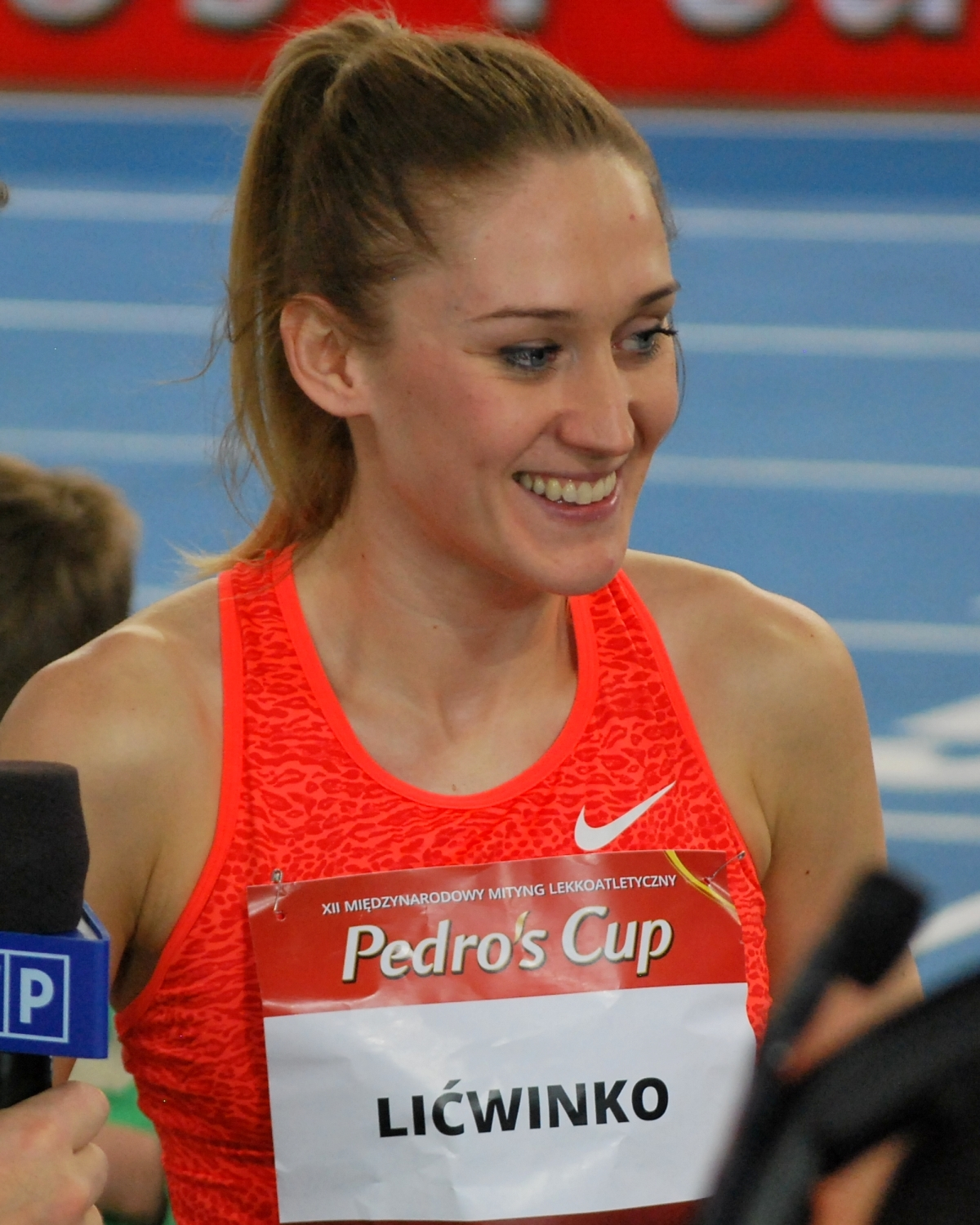
Kamila Lićwinko belegte Rang fünf
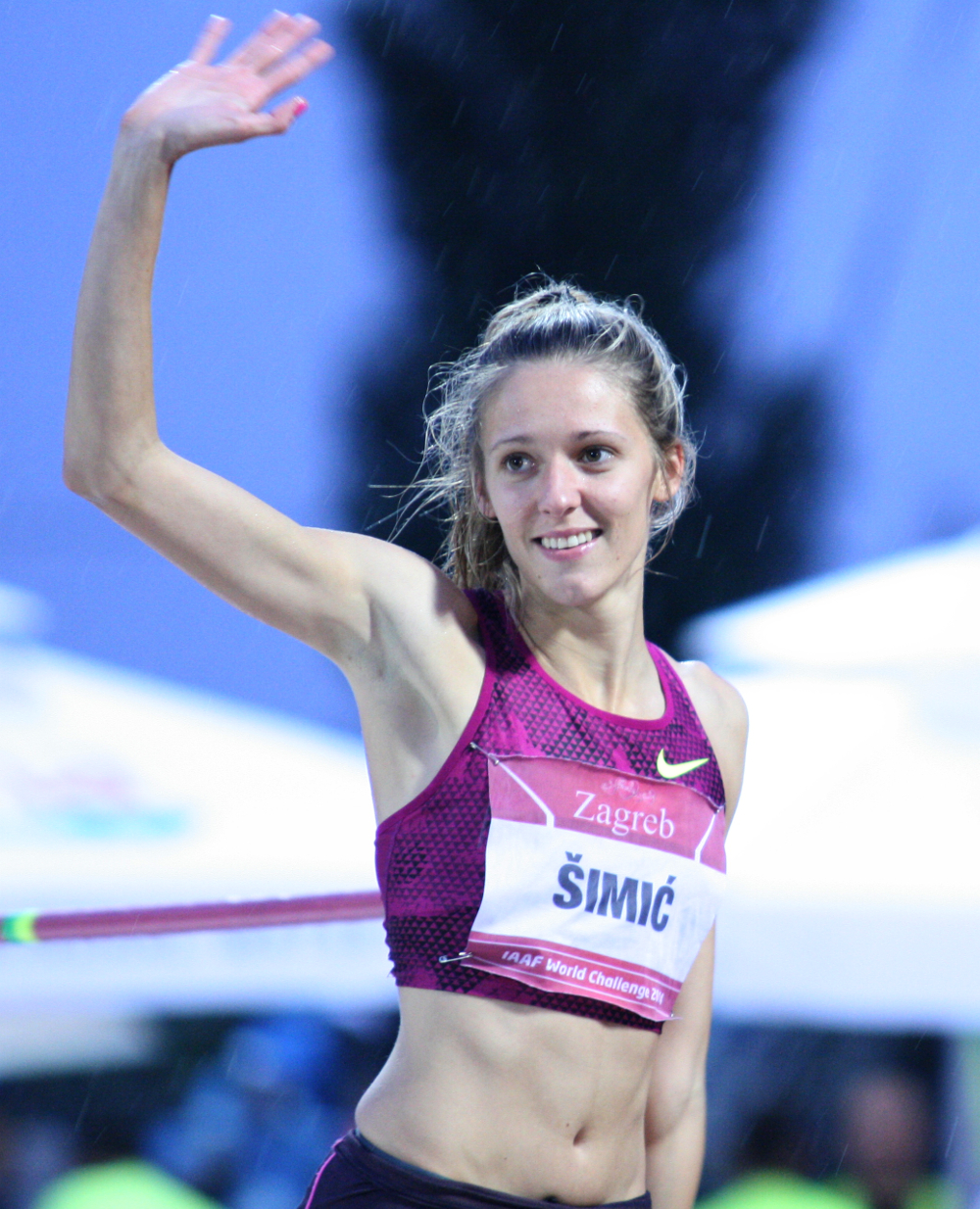
Ana Šimić kam auf den siebten Platz
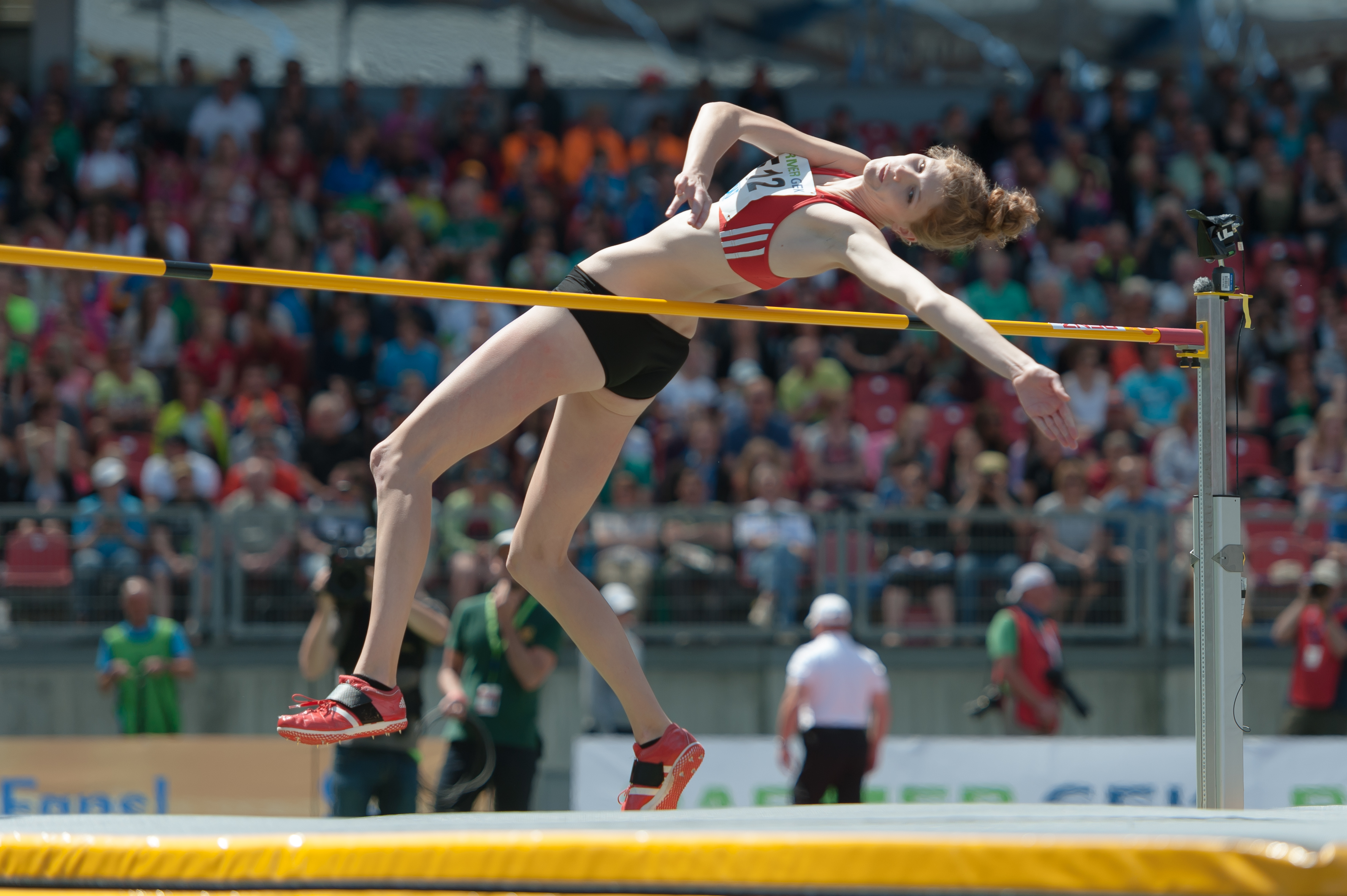
Imke Onnen erreichte Platz neun
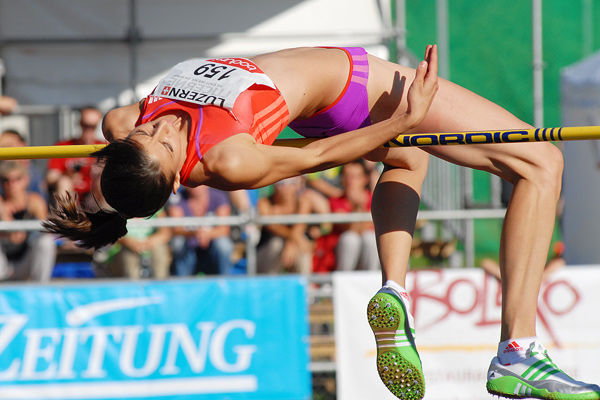
Mirela Demirewa wurde Zehnte
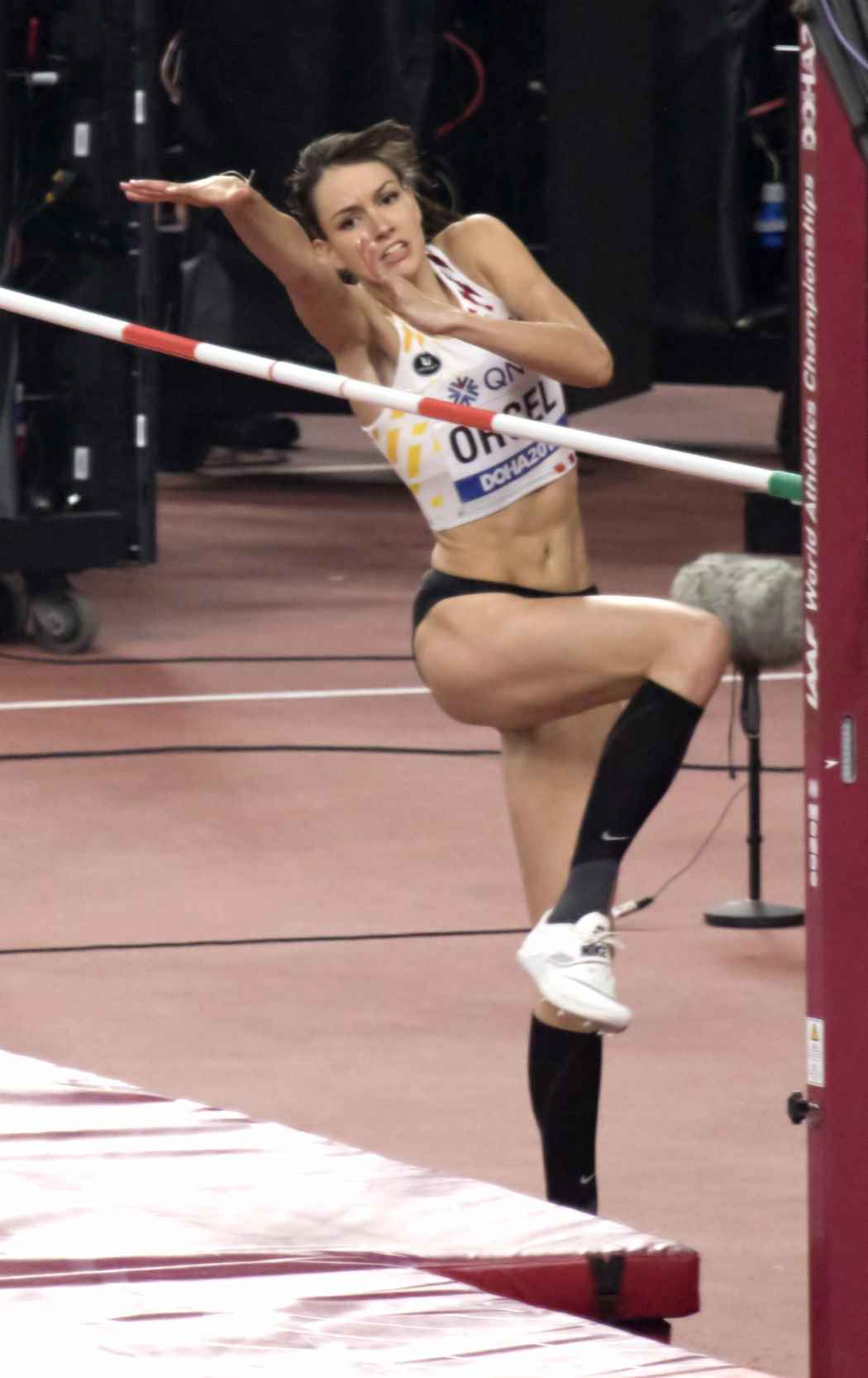
Die elftplatzierte Claire Orcel
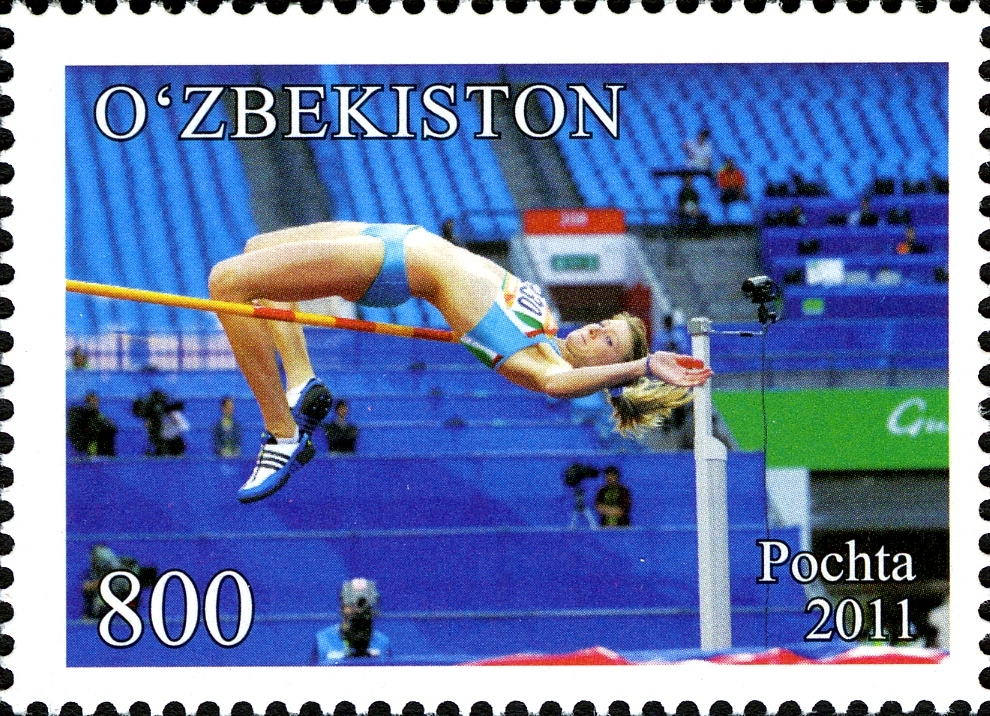
Svetlana Radzivil – hier auf einer usbekischen Briefmarke – kam in diesem Finale auf den zwölften Platz

## Video
- Women's High Jump Final | World Athletics Championships Doha 2019, youtube.com, abgerufen am 24. März 2021